# Bab Sharqi
Bab Sharqi (en árabe: بَابٌ شَرْقِيٌّ‎, romanizado: Bāb Šarqī, lit. 'Puerta del oriente'), también conocida como la Puerta del Sol, es una de las siete antiguas puertas de la ciudad de Damasco, Siria. Su nombre moderno proviene de su ubicación en el lado este de la ciudad. La puerta también da nombre al barrio cristiano que la rodea. La gran fachada de la puerta fue reconstruida en la década de 1960. 
Además de ser la única puerta romana original que aún se mantiene en pie, Bab Sharqi es también la única puerta de las ocho de la ciudad vieja de Damasco que conserva su forma original como triple pasadizo, con el gran pasadizo central para caravanas y tráfico rodado y los dos más pequeños flanqueando el grande para peatones.

## Historia
La puerta, que fue dedicada al sol por los romanos y conocida por ellos como la Puerta del Sol, data del año 200 E.C. Aunque la puerta tenía pocas estructuras defensivas en la época romana, lo más probable es que estuviera flanqueada por torres en ambos lados. Su arquitectura era minimalista y su único atractivo eran las altas pilastras que sobresalían de sus paredes. La puerta, con un ancho de 26 m, se alzaba sobre una gran avenida, el Decumanus Maximus de la ciudad, conocido por las fuentes bíblicas como la Calle Recta, que se convertiría en la arteria principal de la ciudad. La avenida incluía una calzada central para vehículos con ruedas de 14 m de ancho y dos aceras peatonales con soportales. En el interior de la puerta se conservan restos de la columnata que cruzaba la ciudad. La Calle Recta, todavía conecta la puerta oriental de la ciudad con la puerta occidental, o Bab al-Jabiyah.
Damasco fue conquistada por los musulmanes durante la era Rashidun. Después del sitio de Damasco por el ejército de Jálid ibn al-Walid, éste entró por esta puerta el 18 de septiembre de 634. Su concesión a los ciudadanos cristianos de acceso continuo a sus iglesias en el distrito oriental inició la evolución gradual del barrio cristiano de la ciudad cerca de la puerta.
En el siglo XII, durante el reinado de Nur al-Din, la puerta fue parcialmente bloqueada a excepción de la abertura central, que se convirtió en una entrada en curva. También se añadió un minarete en la parte superior de la puerta.